# Otto Hermann Pesch

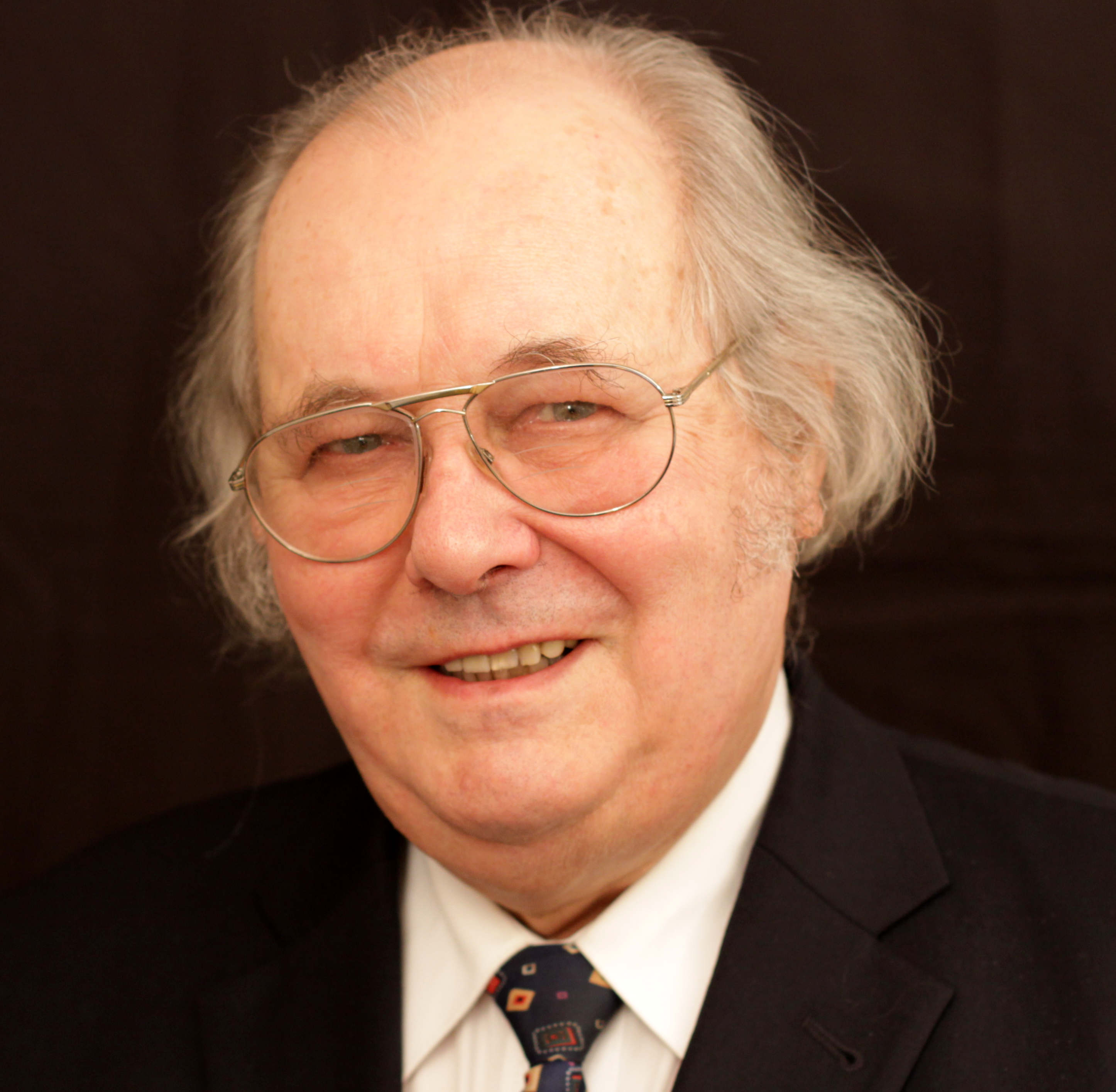
Prof. Dr. Otto Hermann Pesch (2010)

Otto Hermann Pesch (* 8. Oktober 1931 in Köln; † 8. September 2014) war ein römisch-katholischer Theologe und Universitätsprofessor.

## Leben
Nach dem Abitur 1952 absolvierte Otto Hermann Pesch ein Studium der Philosophie und Katholischen Theologie an der damaligen Philosophisch-Theologischen Hochschule der Dominikaner in Walberberg und an der Universität München. 1958 wurde er zum Priester geweiht. 1965 wurde er Dozent in Walberberg. Er promovierte an der Universität München bei Heinrich Fries über das Thema Theologie der Rechtfertigung bei Martin Luther und Thomas von Aquin: Versuch eines systematisch-theologischen Dialogs. 1972 schied er aus dem Dominikanerorden aus und heiratete. Von 1975 bis 1998 hatte er als römisch-katholischer Theologe eine Professur für systematische Theologie an der evangelisch-theologischen Fakultät der Universität Hamburg inne. Pesch engagierte sich insbesondere für die Ökumene und drängte auf Fortschritte in diesem Bereich. Er war korrespondierendes Mitglied des Ökumenischen Arbeitskreises evangelischer und katholischer Theologen sowie einer der wenigen katholischen Lutherforscher der Gegenwart.
Seine Forschungsschwerpunkte waren neben Luther und anderen reformatorischen Theologen einerseits, die mittelalterliche Theologie anderseits, zum Beispiel Thomas von Aquin.
Eine gewisse Öffentlichkeit erreichte er 2008 mit seinem Vorschlag, anlässlich des 500-Jahr-Gedenkens des Reformationsjahres (2017) den Vater der evangelischen Kirche, Martin Luther, aus katholischer Sicht kirchenrechtlich vollständig zu „rehabilitieren“.
Die Evangelisch-Theologische Fakultät der Universität Jena verlieh Pesch für seine Leistungen in der Lutherforschung im Jahr 2008 die Ehrendoktorwürde.

## Werke
- Rechenschaft über den Glauben, Matthias-Grünewald-Verlag, Mainz 1970
- Sprechender Glaube, Matthias-Grünewald-Verlag, Mainz 1970
- Frei sein aus Gnade. Theologische Anthropologie, Freiburg im Breisgau 1983
- Theologie der Rechtfertigung bei Martin Luther und Thomas von Aquin: Versuch eines systematisch-theologischen Dialogs, Ostfildern 1985, ISBN 3-7867-1161-5
- Christliche Lebenspraxis – heute und hier, Würzburg 1994, ISBN 3-429-01631-2
- Thomas von Aquin. Grenze und Größe mittelalterlicher Theologie. Eine Einführung, Ostfildern 1995, ISBN 3-7867-1371-5
- Das Zweite Vatikanische Konzil (1962–1965). Vorgeschichte, Verlauf, Ergebnisse, Nachgeschichte, Ostfildern 2001, ISBN 3-7867-8393-4
- Hinführung zu Luther, Mainz 2004, ISBN 3-7867-2525-X
- Warum hast du so große Ohren? Rotkäppchen – „theologisch“ zu Gehör gebracht (Herderbücherei 1790). Verlag Herder, Freiburg im Breisgau 1993, ISBN 3-451-08790-1; Neuausgabe (= TOPOS-plus-Taschenbücher, Bd. 555), Matthias-Grünewald-Verlag, Mainz 2005, ISBN 3-7867-8555-4
- Katholische Dogmatik aus ökumenischer Erfahrung, Bd. I: Die Geschichte der Menschen mit Gott, Ostfildern 2008, ISBN 3-7867-2627-2; Bd. II: Die Geschichte Gottes mit den Menschen, 2009, ISBN 3-7867-2638-8
- Gnade und Rechtfertigung am Vorabend der der Reformation und bei Luther. S. 1–15, unveröffentlichter Text, www.uni-heidelberg.de, abgerufen am 6. Februar 2018

- Artikel Glaube in der 2. Auflage des LThK